# Кирундо (провинция)
Кирундо (рунди Kirundo) — одна из 18 провинций Бурунди. Находится на крайнем северо-востоке страны. Площадь — 1703 км², население 628 256 человек.
Административный центр — город Кирундо.

## География
На востоке и юго-востоке граничит с провинцией Муйинга, на юго-западе — с провинцией Нгози, на севере и западе проходит государственная граница с Руандой. В северной части провинции расположены озёра Рверу и Рвахинда.

## Административное деление
Кирундо делится на 7 коммун:
- Bugabira
- Busoni
- Bwambarangwe
- Gitobe
- Kirundo
- Ntega
- Vumbi